# Тиффани (Детские игры)
Тиффани Валентайн (англ. Tiffany Valentine) — героиня медиафраншизы «Детские игры», созданная её основным сценаристом Доном Манчини и дебютировавшая в картине «Невеста Чаки» (1998) как возлюбленная и сообщница известного серийного убийцы Чарльза Ли Рэя, более известного как «Чаки». По сюжету, Тиффани воскрешает своего возлюбленного при помощи ритуала Вуду, поместив его душу в игрушечную куклу из линейки «Хороший парень», после чего Чаки убивает её и проводит аналогичный ритуал, в результате чего Тиффани обретает вторую жизнь в качестве куклы «Красавицы-невесты». В дальнейшем она завладевает телом американской актрисы Дженнифер Тилли и использует её личность и славу как прикрытие для осуществления их совместных с Чаки преступлений. Тилли не только сыграла саму себя, но и исполнила роль Тиффани в человеческом обличье, а также озвучила её в образе куклы. Подростковую версию героини сыграла Блейзи Крокер.
После выхода «Невесты Чаки» Тиффани появилась во всех последующих проектах франшизы, а также за её пределами. Критики высоко оценили игру Тилли в различных медиа с участием Тиффани.

## Создание образа
Дэвид Киршнер, продюсер картины «Невеста Чаки», задумался о создании девушки для главного героя серии фильмов, куклы-убийцы Чаки, после просмотра фильма «Невеста Франкенштейна». Дону Манчини, создателю франшизы, понравилась задумка Киршнера, в результате чего он создал Тиффани Валентайн, — безумную и экстравагантную возлюбленную Чарльза Ли Рэя. Манчини описывал сюжет «Невесты Чаки» следующим образом: «По итоговой задумке, две куклы-убийцы носятся по стране и убивают людей в духе „Прирождённых убийц“ и „Бонни и Клайд“. Это и впрямь довольно забавно».

### Исполнение

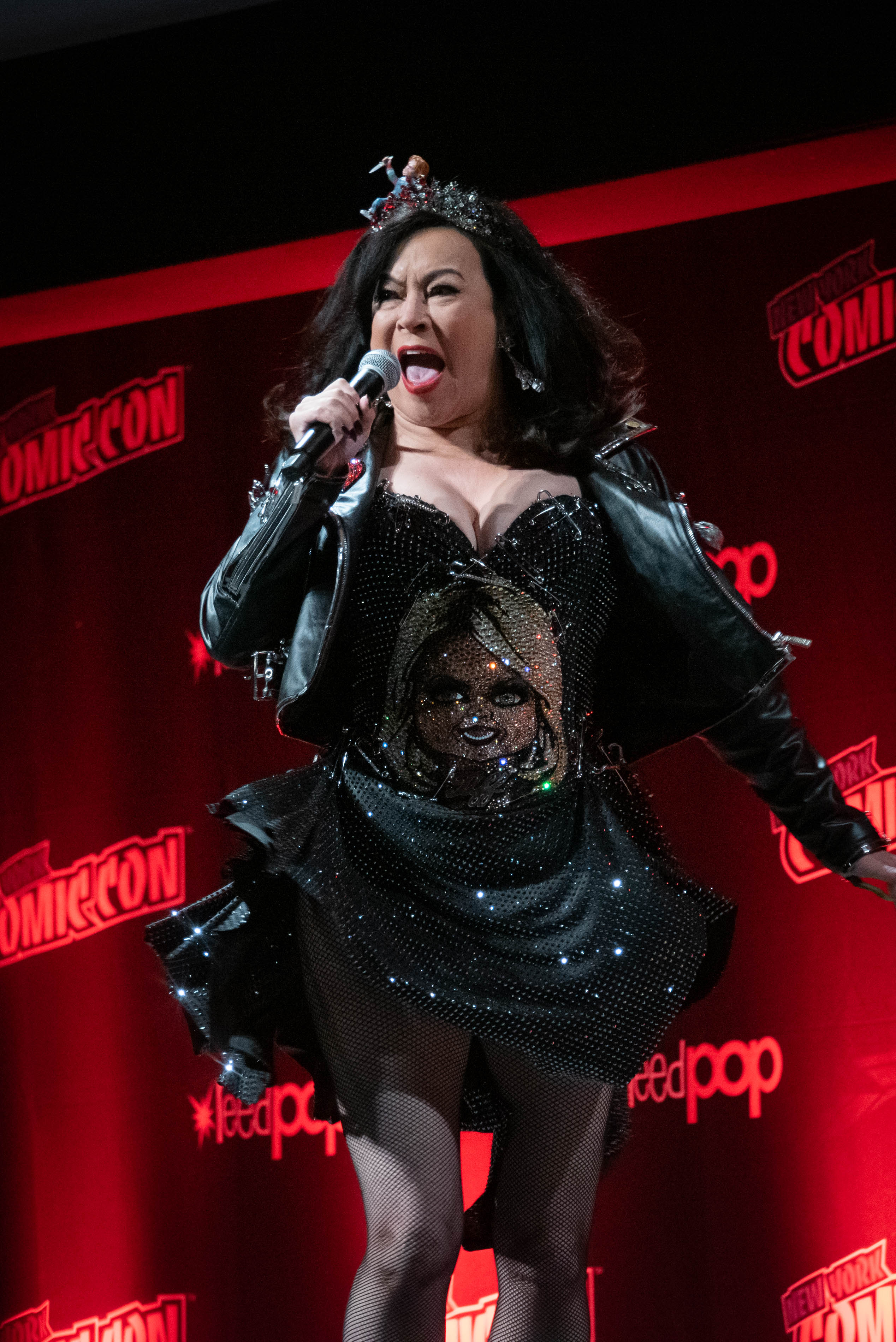
Дженнифер Тилли на New York Comic Con в 2021 году.

Манчини утвердил Дженнифер Тилли на роль Тиффани, будучи поклонником её игры в фильмах «Пули над Бродвеем» и «Связь» 1996 года. Первоначально, актриса, не знакомая с тремя предыдущими фильмами серии, не хотела участвовать в хоррорах, считая, что актёры снимаются в фильмах этого жанра «в начале или на закате своей карьеры». Джина Гершон, сыгравшая вместе с Тилли в «Связи», убедила актрису согласиться на предложение Манчини. В «Невесте Чаки», Дебби Ли Каррингтон сыграла Тиффани в теле куклы в сценах на кладбище.
В «Потомстве Чаки», помимо исполнения роли Тиффани, Дженнифер Тилли сыграла саму себя, будучи представленной как «отчаявшаяся, потерявшая популярность звезда, в действительности самовлюбленная и эгоцентричная». Сама актриса предпочитает разделять экранный и реальный образы.
После выхода «Потомства Чаки», Тилли считала, что более не вернётся к франшизе, когда студийные боссы сочли фильм «слишком весёлым». Получив предложение от Манчини сыграть в сериале «Чаки», Тилли быстро согласилась, поскольку создатель франшизы, описавший героиню как «горячую и сексуальную и дающий ей всевозможные интересные, не соответствующие возрасту вещи», убедил 63-летнюю актрису вновь вернуться к образу Тиффани. Она подготовила доску настроения, полную фотографий Мэрилин Монро, чтобы костюмер мог придать Тиффани образ «сошедшей с ума Мэрилин». В сериале, роль молодой Тиффани исполнила Блейзи Крокер.

### Характеристика
Тилли призналась, что ей нравится играть Тиффани, которую она характеризует как «весёлую и восхитительно вульгарную». В «Невесте Чаки» Тиффани предстаёт как готическая, экстравагантная, кокетливая девушка с садистскими наклонностями. Несмотря на своё эксцентричность, она очень чувствительна и ранима и искренне любит Чарльза Ли Рэя, безжалостного серийного убийцу. В то время как Тиффани подсознательно мечтает о настоящей любви, Чаки видит в ней лишь сообщницу, с которой можно хорошо провести время, что вынуждает героиню отказаться от их плана по переселению душ в человеческие тела Джейда и Джесси, когда она замечает, насколько молодые люди счастливы друг с другом. В «Потомстве Чаки» у неё проявляется материнский инстинкт, когда в её жизни появляется Глен/Гленда. Расхождение в ценностях вновь приводит к разрыву с Чаки, однако, даже после начала новой жизни Тиффани в теле Дженнифер Тили, та по-прежнему стремится вернуть бывшего возлюбленного к жизни, чтобы совершать совместные преступления. С выходом первого сезона «Чаки», актриса выразила удивление относительно предыстории своей героини: «я и не думала, что Тиффани была такой злой. Она всегда виделась мне как девушка, которая сбилась с пути. Она любит своего мужчину и время от времени у неё случается небольшой припадок, после чего она случайно кого-то убивает, когда ей очень плохо».

## Биография
В 1986 году молодая рыжеволосая девушка Тиффани Валентайн познакомилась с серийным убийцей Чарльзем Ли Рэем, который намеревался зарезать её вместе с другой женщиной по имени Далила. Тем не менее, Тиффани не стала молить о пощаде и вместо этого призывала Чарльза закончить начатое. Застигнутый врасплох Ли Рэй предложил ей принять участие в убийстве Далилы, после которого он и Валентайн влюбились друг в друга и стали сообщниками. Тиффани придумала для Ли Рэй псевдоним — «Чаки», а тот, в свою очередь, посоветовал ей перекраситься в блондинку. В 1988 году отношения Тиффани и Чаки осложнились, когда последний начал совершать убийства в одиночку. В конечном итоге отвергнутая Валентайн дала полиции анонимную наводку на Чаки, который был застрелен в тот же вечер в магазине игрушек. Узнав, что перед смертью Чаки с помощью ритуала Вуду перенёс свою душу в куклу из коллекции «Хороший парень», в теле которой продолжил убивать людей, Тиффани вознамерилась найти его.
В 1988 году Тиффани удалось заполучить останки Чаки. Сшивая и латая останки вместе с новыми частями куклы, она воспроизводит ритуал вуду, который помещает душу Чарльза Ли Рэя в куклу. Узнав, что Чаки не собирался жениться на ней, обиженная Тиффани заключает его в манеж рядом с куклой-невестой. Вскоре Чаки выбирается из загона и убивает Тиффани, когда та принимает ванную, сбросив в воду телевизор. Он повторяет заклинание, которое переносит душу Тиффани в куклу-невесты. Чтобы вернуться в человеческие тела, куклы решают отправиться за Сердцем Дамбаллы, похороненным с человеческими останками Чаки в Хакенсаке. Для этого Тиффани обманам заставляет своего соседа Джесси отвезти «кукол» в Хакенсак. Во время поездки, Тиффани креативно убивает пару мошенников в номере для новобрачных, что побуждает Чаки признаться Тиффани в любви и сделать ей предложение, после чего они занимаются сексом. Впоследствии куклы берут в заложники Джеса и его девушку Джейд. Молодые люди провоцируют конфликт между Чаки и Тиффани и, в результате, те оказываются разделены друг с другом. Во время обмена Джейд на Тиффани, последняя, тронутая отношением молодых людей, предаёт Чаки и срывает его план. Тот убивает её ножом в сердце, однако сам оказывается застрелен Джейд. В эпилоге, Тиффани рожает окровавленную куклу, которая нападает на следователя.
Ребёнок Тиффани и Чаки оживляет их задействованные в киноиндустрии куклы, прочитав заклинание на Сердце Дамбаллы. Из-за того, что потомок оказывается гермафродит, Чаки предпочитает идентифицировать его как сына, которому даёт имя Глен, в то время как Тиффани считает его своей дочерью и называет Глендой. Она решает перенести свою душу в тело актрисы Дженнифер Тилли, планируя в дальнейшем оплодотворить её и перенести душу Глена / Гленды в тело новорождённого малыша. Их план срабатывает, поскольку Дженнифер быстро рожает двоих детей, мальчика и девочку. Кроме того, это оказывается на руку Чаки и Тиффани, так как у Глена/Гленды имеется раздвоение личности: милый и заботливый мальчик и девочка-убийца. Тем не менее, Чаки заявляет о своём желании остаться куклой, видя, что быть человеком не так уж и здорово. Обеспокоенная этим, Тиффани покидает Чаки, забрав с собой Глена/Гленду. Тиффани и Глен/Гленда идут в больницу Дженнифер. Чаки следует за ними и наносит жене удар топором по голове за то, что та бросила его, в результате чего Тиффани умирает. Несмотря на это, в последнее мгновение ей удаётся перенести душу в тело Дженнифер. В течение пяти лет она проживает счастливую жизнь в Голливуде, воспитывая близнецов. В день рождения детей, одна из горничных пытается бросить работу, потому что боится «проблемного ребёнка» Гленду. В ответ Тиффани забивает её до смерти своим кукольным телом. Её глаза зеленеют, когда она начинает злобно смеяться.
Спустя девять лет после событий «Потомства Чаки», душа Тиффани продолжает контролировать тело Дженнифер Тилли. В эпилоге выясняется, что именно она отправила Чаки по почте в дом Ники Пирс, что привело к убийству всех членов её семьи, в котором обвинили саму Нику. Она подкупает полицейскому, чтобы тот забрал Чаки из здания суда, где выносили приговор Нике, в конечном итоге убивая его с помощью пилки для ногтей. Шесть месяцев спустя Тиффани отправляет Чаки по почте в дом племянницы Ники, Элис, и он душит её бабушку по отцовской линии. Чаки пытается перенести свою душу в Элис, после чего выясняется, что бабушка всё ещё жива.
Спустя четыре года после заключения Ники Пирс в тюрьму, Тиффани навещает её в психиатрической больнице. Выясняется, что она является законным опекуном племянницы Ники, Элис, которая погибла из-за «разбитого сердца». Она оставляет Чаки в подарок Нике, называя его подарком Элис. Позже она звонит Энди Барклаю и передаёт глумливое сообщение о растущем «культе» Чаки. В дальнейшем Тиффани убивает охранника у приюта, перерезав ему горло пилкой для ногтей. В конце фильма Тиффани воссоединяется с Чаки (овладевшим телом Ники), и они возобновляют свои отношения поцелуем. Рядом с ними оказывается ожившая кукла Тиффани, содержащая часть её души.
Две недели спустя после освобождения Ники из лечебницы, Тиффани возвращается в родной город Чаки, Хакенсак, дабы помочь своему возлюбленному в очередном коварном замысле. Она подкидывает куклу «Хорошего парня» на дворовую распродажу, где её покупает Джейк Уилер. В то время как кукла сеет хаос в нескольких семьях города, Тиффани развлекается с Чаки, по-прежнему находящемуся в теле Ники Пирс. Та приходит в себя в результате сильного удара по голове и пытается выдать себя за Ли Рэя, но Тиффани разоблачает её и привязывает к стулу. Она посещает Логана Уилера, с которым у неё имеется нераскрытое родство, во время похорон его жены, и целует его, а затем промывает мозги его сыну Джуниору. Преступный заговор Чаки заключается в раздаче множества экземпляров являющихся членами «культа» Чаки кукол «Хорошего парня» нуждающимся детям по всей стране. Тем не менее, их план срывают Джейк Уилер со своими друзьями. В то время как кукла Тиффани берёт в заложники Энди Барклая, настоящая Тиффани отрезает ноги и руки Нике, опасаясь мести Чаки в том случае, если тот завладеет её телом.

## Другие появления
Тиффани является одной из игровых персонажей мобильной игры Chucky: Slash & Dash (2013) для iOS.
В 2023 году разработчики игры Dead by Daylight (2016) в жанре survival horror выпустили дополнение «The Good Guy», в котором добавили Тиффани в качестве альтернативного скина Чаки; Тилли вновь озвучила героиню.

## Восприятие
Лиза Шварцбаум из Entertainment Weekly охарактеризовала игру Тилли в «Невесте Чаки» как «действие секс-бомбы». В своём ревью для San Francisco Chronicle Майк ЛаСаль похвалил озвучку Тилли и Дурифа, благодаря которой куклы выглядят «одновременно пугающе и абсурдно». По мнению Дастина Путмана, своей игрой Тилли удалось «оживить» первый акт «Невесты Чаки». WatchMojo.com поместил Тиффани на 5-е место среди «20 самых страшных кукол в фильмах ужасов». В своём подкасте для Bloody Disgusting Трэйс Турман заявил, что Дженнифер Тилли «заслуживает все лавры мира» за роль Тиффани.
NECA объявила о разработке коллекционных кукол Чаки и Тиффани из фильма «Невеста Чаки». Куклы будут изготовлены в натуральную величину и планируются к выпуску в начале 2022 года.